# Chloral
Le chloral, également appelé trichloroacétaldéhyde et trichloroéthanal, est un composé organique de formule chimique Cl3CCHO. Cet aldéhyde se présente sous la forme d'un liquide incolore huileux à l'odeur piquante soluble dans une large gamme de solvants. Il réagit avec l'eau pour former de l'hydrate de chloral, autrefois très utilisé comme sédatif et hypnotique.

## Production
Il est produit industriellement par chloration de l'acétaldéhyde en présence d'acide chlorhydrique, ce qui donne de l'hydrate de chloral. L'éthanol peut également être utilisé comme point de départ. Cette réaction est catalysée par le trichlorure d'antimoine :
H3CCHO + 3 Cl2 + H2O → Cl3CCH(OH)2 + 3 HCl ;
4 Cl2 + CH3CH2OH → Cl3CHO + 5 HCl.
L'hydrate de chloral est distillé du mélange de réaction. Le distillat est ensuite déshydraté avec de l'acide sulfurique concentré, après quoi la couche d'acide plus dense, qui contient l'eau, est éliminée :
Cl3CCH(OH)2 → Cl3CCHO + H2O.
Le produit résultant est purifié par distillation fractionnée. De faibles quantités d'hydrate de chloral sont présents dans l'eau chlorée.

## Réactions
Le chloral tend à former des adduits avec l'eau et les alcools. C'est un précurseur du DDT lorsqu'on le fait réagir avec du chlorobenzène en présence d'acide sulfurique comme catalyseur :
Cl3CCHO + 2 C6H5Cl → Cl3CCH(C6H4Cl)2 + H2O.
Cette réaction a été décrite par Othmar Zeidler (en) en 1874. Le méthoxychlore, dont la structure est très proche de celle du DDT, est également produit à partir du chloral.
L'action d'hydroxyde de sodium sur le chloral donne du chloroforme CHCl3 et le formiate de sodium HCOONa :
Cl3CCHO + NaOH → Cl3CH + HCOONa.
Le chloral est facilement réduit en trichloréthanol CCl3CH2OH, qui se forme dans le corps humain par métabolisation du chloral.

## Sécurité
Le chloral et son hydrate ont des propriétés biologiques identiques dans la mesure où l'hydrate se forme rapidement à partir du chloral en milieu aqueux. Ce composé est toxique à haute dose, avec des effets neurologiques et irritants sur la peau et les muqueuses ; les vapeurs ont une CL50 sur 4 heures de 440 mg·m-3.